# 그람 음성균

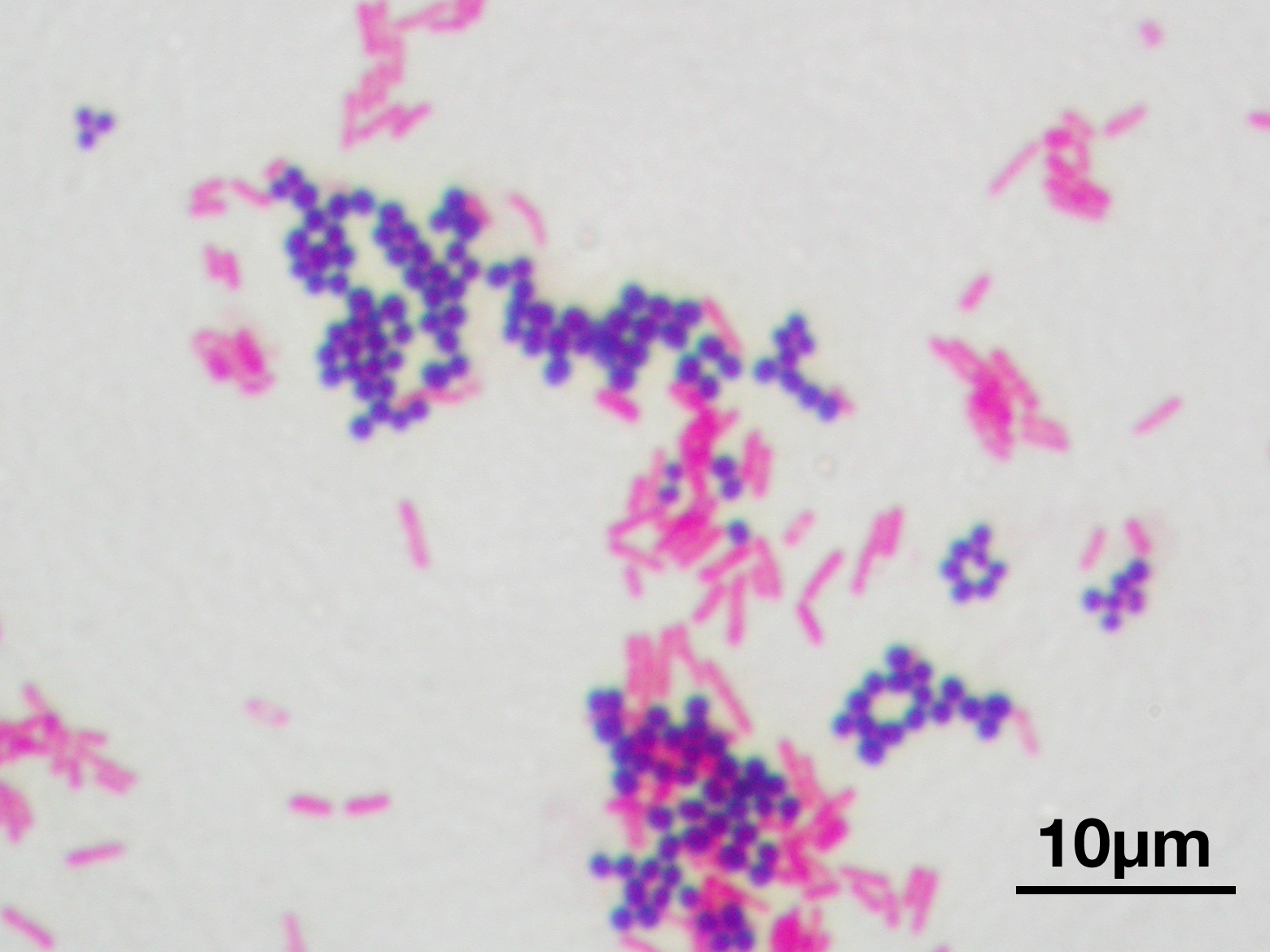
보라색으로 염색된 그람 양성 알균과 분홍색으로 염색된 그람 음성 막대균

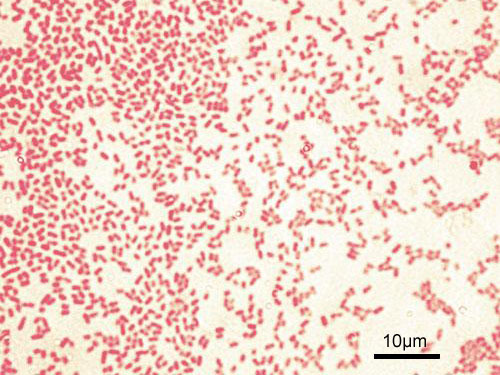
그람 음성균인 녹농균의 현미경 사진(분홍-붉은 막대 모양)

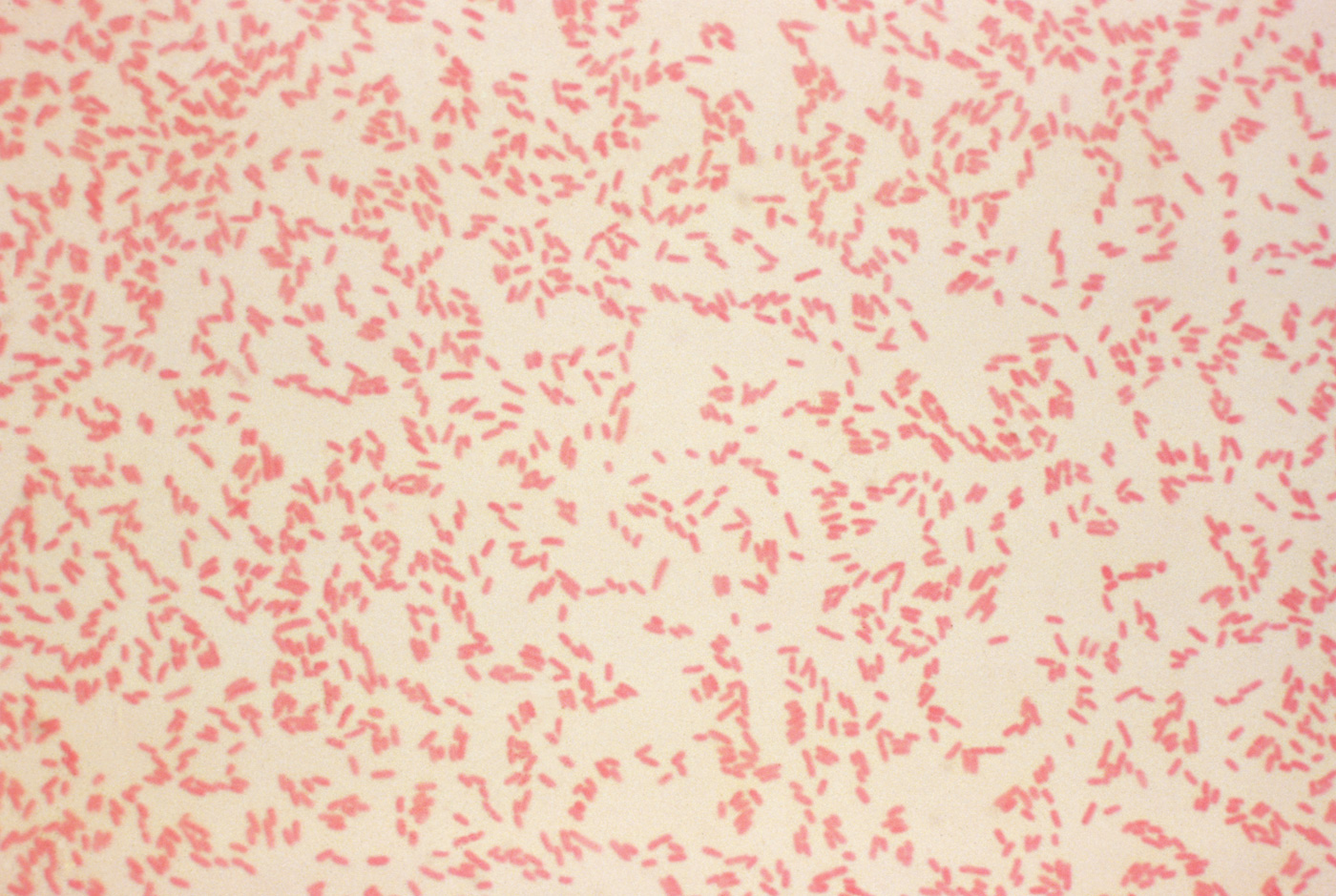
그람 음성균 Yersinia enterocolitica(분홍-붉은 막대 모양)의 현미경 사진

그람 음성균(Gram 陰性菌, 영어: Gram-negative bacteria)은 그람염색을 통해 박테리아를 구분할때, 크리스탈 바이올렛 시약의 색을 유지하지 못하는 박테리아 그룹이다. 그람 음성 세균이라고도 한다. 내부 세포질막과 외막 사이에 얇은 펩티도글리칸 세포벽이 샌드위치 모양처럼 구성된 것이 그람음성균 세포벽의 특징이다. 그람 음성균은 전 세계적으로 퍼져 있으며, 거의 모든 생활 환경에서 살 수 있다. 그람 음성균에는 모델 병원체인 대장균(학명: Escherichia coli) 뿐만 아니라 녹농균(학명: Pseudomonas aeruginosa), 임균(학명: Neisseria gonorrhoeae), 클라미디아 트라코마티스(학명: Chlamydia trachomatis), 페스트균(학명: Yersinia pestis)과 같은 많은 병원성 세균이 포함된다. 아미노글리코사이드, 모노박탐 같은 여러 항생제가 그람 음성균을 특이적으로 표적으로 한다.

## 특징

그람 음성균의 세포벽 구조

그람 음성균은 다음과 같은 특성을 나타낸다.
1. 내부 세포막이 존재한다. (세포질)

그람 양성균과 음성균은 주로 세포벽 구조에 의해 구분된다.

2. 얇은 펩티도글리칸 층이 존재한다. (그람 양성균에서 훨씬 두꺼움)
3. 리포폴리사카라이드(지질 A, 코어 다당류 및 O 항원으로 구성된 LPS)가 바깥쪽 면에 위치하며, 인지질이 안쪽 면에 위치한 외막이 있다.
4. 포린(porins)은 외막에 존재하는데, 이는 특정 분자에 대한 공극처럼 작용한다.
5. 바깥 막과 세포질막 사이에는 페리플라즘(periplasm) 이라고 불리는 농축 겔형 물질로 채워진 공간이 있다.
6. 편모가 존재하는 경우, 2개가 아닌 4개의 지지링을 가진다.
7. 테이코산 또는 리포테이코산이 없다.
8. 지단백질(lipoprotein)은 다당류에 부착되어 있다.
9. 일부는 공유결합으로 외막과 펩티도글리칸 사슬 간의 연결 고리 역할을 하는 브라운 지질단백질을 포함한다.
10. 대부분 포자를 형성하지 않는다. (거의 예외 없음)

## 분류
그람 염색법은 세포 모양과 함께 신속한 진단 도구이며, 박테리아의 세분화, 종을 분류하는데 사용되었다. 역사적으로, Monera에서 네 가지로 나누어 그람 염색법에 따라 Firmacutes (+), Gracillicutes (-), mollicutes (0)와 Mendocutes (var.)로 분류되었다.

## 분류학
박테리아는 전통적으로 그람 염색 유지력에 근거하여, 그람 양성 및 그람 음성 두 그룹으로 나누어진다. 주어진 박테리아의 그람 염색 결과, 박테리아 막 구성 및 계통 분류가 항상 일치하지는 않는다. 그람 염색은 박테리아의 가족 관계를 파악하는데 신뢰성 있게 사용될 수 없다. 그러나, 그람 염색은 외부 지질막의 존재 유무를 구분하여 세포막의 구성에 대한 신뢰할 만한 정보를 제공하기도 한다.

### 예제 종
프로테오박테리아는 그람 음성 박테리아의 주요 그룹이며, 대장균 (E.coli), 살모넬라, 그리고 다른 장내세균과, 슈도모나스, 모락셀라, 헬리코박터, 스테노트로포모나스, 델로비브리오, 아세트산균, 레지오넬라 등이 있다. 다른 그람 음성균의 주요 그룹은 시아노박테리아, 스피로헤타, green sulfur 그리고 green non-sulfur bacteria를 포함한다.
의학적으로 관련된 그람 음성 구균은 성병(임균), 수막염 (수막구균) 및 호흡기 증상 (모락셀라 카타랄리스, 헤모필루스 인플루엔자)의 원인이 되는 4가지 유형을 포함한다.
의학적으로 관련 그람 음성 간균은 다수의 종이 포함된다. 일부는 주로 호흡기 질환(폐렴간균, 레지오넬라 뉴모필라, 녹농균), 비뇨기 문제 (대장균, 프로테우스 미라빌리스, 엔테로박터 클로아카, 세라티아 마르세센스) 및 위장 문제 (헬리코박터 파일로리, 장염균, 살모넬라 티피)를 유발시킨다.
병원성 감염증과 관련된 그람 음성균에는 아시네토박터 바우마니가 포함되며, 이 것은 병원균 집중 치료실에서 균혈증, 2차 뇌수막염 및 호흡기 관련 폐렴을 유발한다.

## 박테리아 변형
형질전환은 외인성 유전 물질이 세균에서 다른 세균으로 전달되는 수평 유전자 전이과정의 세 가지 과정 중 하나이며 다른 둘은 접합(직접 접촉하는 두 박테리아 세포 간의 유전 물질 전달) 및 형질 도입(박테리오파지에 의한 외래 DNA의 주입 바이러스를 숙주 세균 내로 도입 시킴)이 있다. 형질전환 과정에서 유전 물질은 중간 매개체를 통과하며, 흡수는 수용 세균에 완전히 의존한다.
2014까지 약 80종의 박테리아가 형질 전환이 가능한 것으로 알려져 있었으며. 그람 양성균과 그람 음성균 사이에 균등하게 나누어진다. 단일 보고서로 여러 보고서가 주장하기 때문에 이 수치는 과대평가 되었을 수 있다. Helicobacter pylori, Legionella pneumophila, Neisseria meningitidis, Neisseria gonorrhoeae, Haemophilus influenzae 및 Vibrio cholerae와 같이 의학적으로 중요한 그람 음성균 종에서 형질 전환이 연구되었다. 또한, 토양에서 발견되는 Pseudomonas stutzeri와 같은 그람 음성균 종은 연구되어 왔으며, Acinetobacter baylyi, Ralstonia solanacearum 및 Xylella fastidiosa와 같은 그람 음성균 병원균이 있다.

## 의학 치료
그람 음성균의 몇 가지 독특한 특성 중 하나는 박테리아 외막 구조이다. 이 막의 바깥쪽 면은 일부 지질이 내독소로 작용하는 lipopolysaccharide(LPS) 복합체를 포함한다. 그람 음성균이 순환계에 들어가면 LPS가 독성 반응을 일으킬 수 있다. 이것은 발열, 호흡 증가 수 및 저혈압을 초래한다. 이것은 생명을 위협하는 패혈성 쇼크로 이어질 수 있다.
외막은 항생제, 염료 및 계면활성제로부터 내막이나 세포벽(펩티도글리칸으로 만들어짐)의 손상을 막아 박테리아를 보호한다. 외막은 박테리아에 라이소자임과 페니실린에 대한 내성을 제공한다. 그러나 라이소자임과 같은 ethylenediaminetetraacetic acid(EDTA)와 항생제인 암피실린과 같은 대체 약물 치료법이 일부 병원성 그람 음성균의 외막과 싸우기 위해 개발되었다. 중요한 약제로는 chloramphenicol, streptomycin, nalidixic acid가 있다. Chloramphenicol은 약물 유도성 범혈구감소증과의 연관성으로 인해 EU에서는 거의 사용되지 않는다.
그람 음성균의 병원성 능력은 종종 그들의 막의 특정 성분, 특히 LPS와 관련된다. 사람에서 LPS의 존재는 타고난 면역 반응을 유발하여 면역계를 활성화시키고 cytokine(호르몬 조절제)을 생산한다. 또한, 염증은 숙주 독성을 생성 할 수 있는 cytokine 생산에 대한 일반적인 반응이다. 그러나 LPS에 대한 타고난 면역 반응은 병원성 또는 질병을 유발할 수 있는 능력과 동의어가 아니다.

## 철자 주석
형용사 그람 양성 (Gram-positive)과 그람 음성 (Gram-negative)은 한스 크리스티안 그람의 성에 기인한다. 시조가 있는 형용사로서 초기 표현 문자는 대문자 G 또는 소문자 g였다. 이것은 그람 염색법에서 더 자세히 설명된다.

## 같이 보기
- 그람 양성균